# Crittenden County (Kentucky)
Crittenden County je okres ve státě Kentucky v USA. K roku 2010 zde žilo 9 315 obyvatel. Správním městem okresu je Marion. Celková rozloha okresu činí 961 km².